# 데드 오어 얼라이브 5
데드 오어 얼라이브 5(일본어: デッドオアアライブ5, Dead or Alive 5, DOA5)는 팀 닌자가 개발하고 코에이 테크모가 플레이스테이션 3, 엑스박스 360용으로 배급한 2012년 대전 격투 게임이다. 데드 오어 얼라이브 시리즈 중 5번째 주요 작품이며 데드 오어 얼라이브 2 이후로 멀티플랫폼 릴리스를 갖춘 최초의 작품이자, 플레이스테이션 3용으로 출시된 첫 시리즈 작품이다.
데드 오어 얼라이브 5 플러스라는 타이틀의 플레이스테이션 비타용 포터블 및 확장판이 2013년에 출시되었다. 그 다음 버전인 데드 오어 얼라이브 5 얼티밋이 플레이스테이션 3와 엑스박스 360용으로 2013년에 출시되었으며 이후 아케이드판이 출시되었다. 데드 오어 얼라이브 5 라스트 라운드는 플레이스테이션 3, 플레이스테이션 4, 엑스박스 360, 엑스박스 원용으로, 또 PC의 경우 스팀을 통해 2015년에 출시되었다. 모바일 게임 스핀오프 데드 오어 얼라이브 5 인피니트 또한 2017년 중국 시장을 대상으로 출시되었다.
데드 오어 얼라이브 5는 대체로 호의적인 평가를 받았다.

## 평가
| 통합 점수      | 통합 점수                  |
| 통합사         | 점수                       |
| -------------- | -------------------------- |
| 메타크리틱     | (X360) 76/100 (PS3) 74/100 |
| 평론 점수      |                            |
| 평론사         | 점수                       |
| CVG            | 8.1/10                     |
| 디스트럭토이드 | 8.5/10                     |
| 에지           | 6/10                       |
| EGM            | 9/10 (Sweden) 7.5/10 (UK)  |
| 유로게이머     | 7/10                       |
| 패미츠         | 36/40                      |
| G4             | 3.5/5                      |
| 게임 인포머    | 6/10                       |
| 게임스팟       | 7.5/10                     |
| 게임스레이더+  | [ 13 ]                     |
| 게임즈TM       | 7/10                       |
| 게임트레일러스 | 7.9/10                     |
| IGN            | 8.8/10                     |
| Joystiq        | [ 17 ]                     |
| OXM (US)       | 8/10                       |

| 수상        | 수상                       |
| 평론사      | 수상                       |
| ----------- | -------------------------- |
| Destructoid | Gamescom: Best of Fighters |